# El Khorbat Oujdid

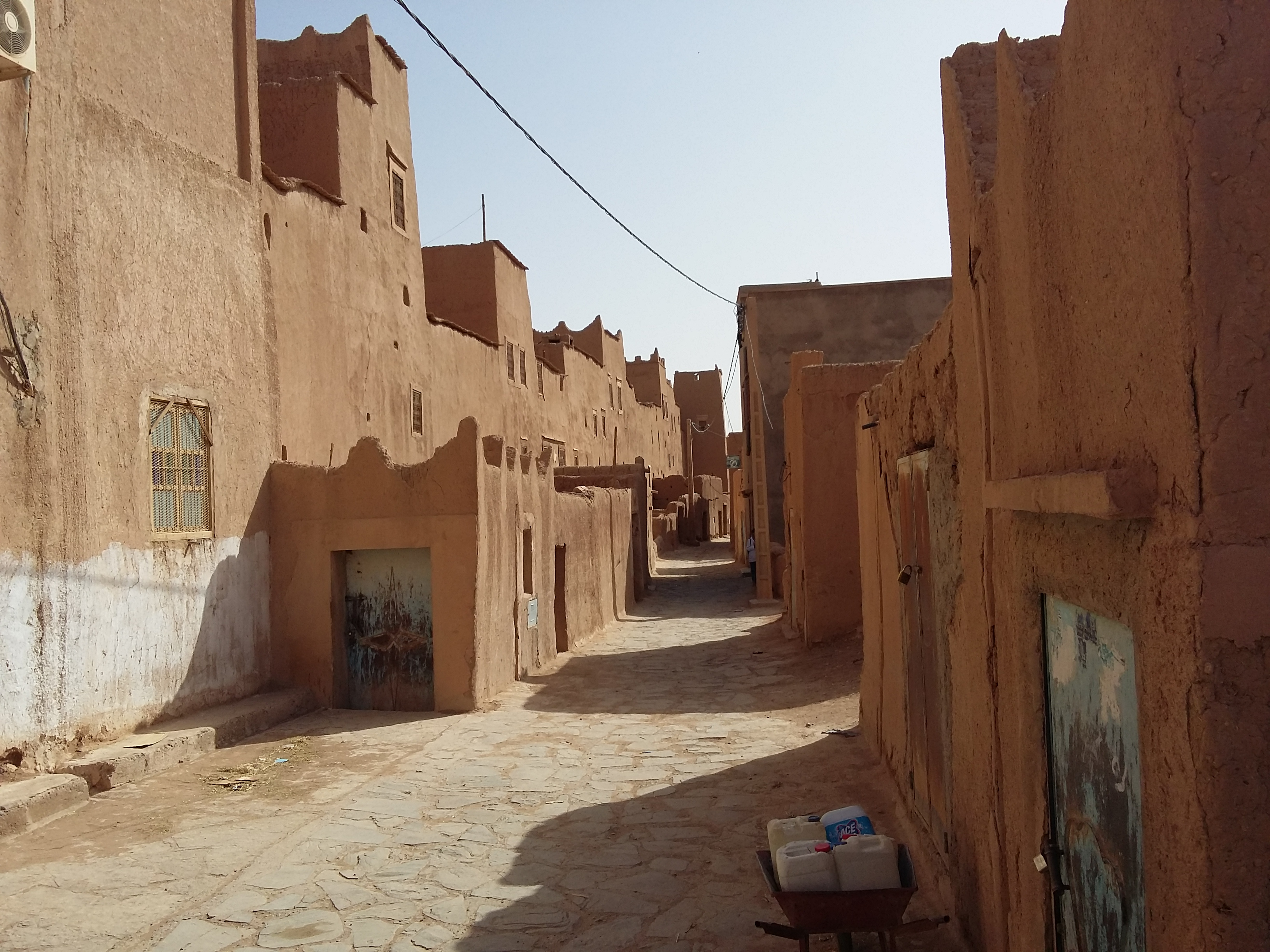
Aan de linkerkant de gevel van de ksar

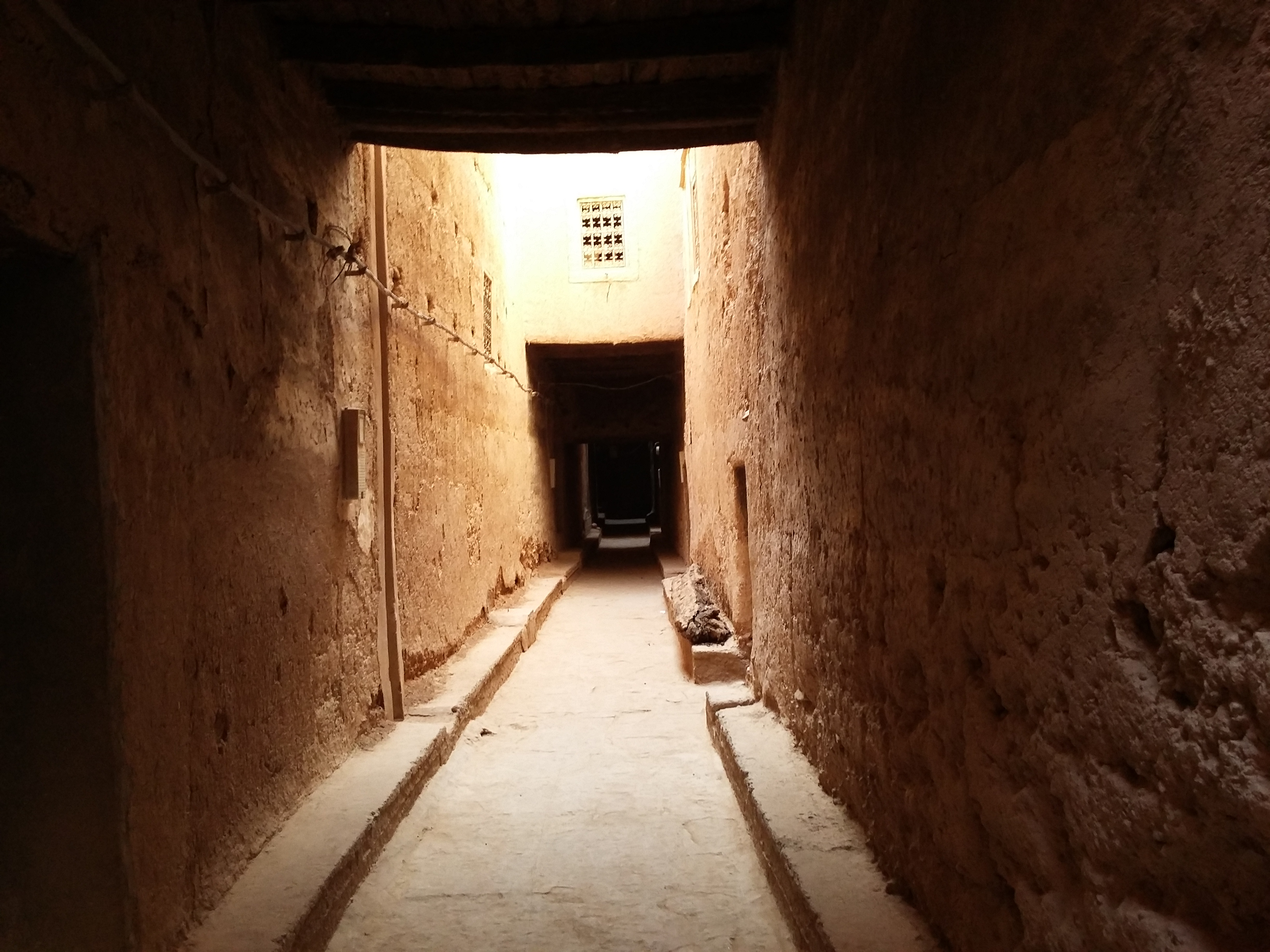
Steegje in de ksar

El Khorbat Oujdid is een ksar (versterkt dorp) vlak bij het Marokkaanse Tinejdad (zo'n 50 km van Tinghir). Deze ksar werd gebouwd in 1860 en wordt nog steeds bewoond.
De ksar is volledig opgebouwd uit aangestampte leem, is ommuurd en heeft een aantal torens. Het complex kent een hoofdsteeg en een aantal zijstegen wat resulteert in een min of meer recht stratenpatroon. De stegen zijn overdekt doordat de huizen eroverheen gebouwd zijn waardoor het er koel is.
Sinds 2002 beschikt het complex over een klein museum en sinds 2004 zijn een aantal gerestaureerde woningen in gebruik als hotelkamer. Verder heeft de ksar een schooltje en een moskee.
In 2022 kreeg het dorp het label 'Best Tourism Villages' door de Wereld Toerisme Organisatie.